# Invisible Empire // Crescent Moon
Invisible Empire // Crescent Moon es el cuarto álbum de estudio de la cantante escocesa KT Tunstall, que salió a la venta el 10 de junio de 2013 en Reino Unido y el 6 de agosto de 2013 en Estados Unidos.
El álbum, a diferencia de los anteriores, tiene un sonido más distinto, un sonido más suave y acústico, con un toque más de Country folk.
El disco lleva un doble título debido a que Tunstall lo grabó en dos sesiones distintas en abril y noviembre de 2012 con el productor Howe Gelb, dividiéndolo así en dos partes. Según ha explicado Tunstall, una parte del álbum toma el tema de la mortalidad, siendo un tema cercano al fallecimiento de su padre durante el año 2012; y la segunda evoca estados de ánimo etéreos, con una reflexión más profunda sobre cambios significativos en la vida de la cantante, siguiendo a la separación de su marido en el mismo año. 
En el programa de Culture Studio con Janice Forsyth, Tunstall explicó que había usado un magnetófono de bobina abierta para grabar el álbum. "Me encanta la imperfección de esto." Ella contó que grabó la canción "Made of Glass" en un solo corte.

## Lista de canciones
1. "Invisible Empire" - 3:52 (Tunstall)
2. "Made of Glass" - 4:11 (Tunstall)
3. "How You Kill Me" - 4:11 (Tunstall)
4. "Carried" - 3:41 (Tunstall)
5. "Old Man Song" - 3:12 (Tunstall)
6. "Yellow Flower" - 3:12 (Tunstall)
7. "Crescent Moon" - 3:52 (Tunstall)
8. "Waiting on the Heart" - 4:29 (Tunstall, Howe Gelb)
9. "Feel It All" - 4:11 (Tunstall)
10. "Chimes" (feat. Howe Gelb) - 3:37 (Tunstall, Gelb)
11. "Honeydew" - 3:22 (Tunstall)
12. "No Better Shoulder" - 5:27 (Tunstall)
13. "Feel It All" - Band Jam (Radio Edit) - 3:49 (Tunstall)

### Bonus track edición de lujo
1. "Hallowed Ground" (feat. Howe Gelb) - 4:59 (Tunstall)
2. "Never Be the Same Again" - 4:30 (Tunstall)
3. "Crows" - 3:28 (Tunstall)
4. "The Boys of Summer" - 3:57 (Don Henley, Mike Campbell)

- Datos: Q7903717